# Arrondissement Aalst
Het arrondissement Aalst is een van de zes arrondissementen van de Belgische provincie Oost-Vlaanderen. Het arrondissement heeft een oppervlakte van 468,92 km² en telde 307.426 inwoners op 1 januari 2025.
Het arrondissement is enkel een bestuurlijk arrondissement. Gerechtelijk maakte het grootste gedeelte van het arrondissement tot 2014 deel uit van het voormalige gerechtelijk arrondissement Dendermonde, een klein deel (Geraardsbergen, Herzele, Sint-Lievens-Houtem en Zottegem) maakte deel uit van het voormalige gerechtelijk arrondissement Oudenaarde. Sinds 2014 behoort het arrondissement Aalst tot het gerechtelijk arrondissement Oost-Vlaanderen.

## Geschiedenis
Het arrondissement Aalst ontstond in 1818 door het samenvoegen van het kanton Aalst uit het arrondissement Dendermonde met de kantons Geraardsbergen, Herzele, Ninove en Zottegem uit het arrondissement Oudenaarde.
Bij de definitieve vaststelling van de taalgrens in 1963 werd een gebiedsdeel van de toenmalige gemeente Twee-Akren (arrondissement Zinnik) aangehecht.
In 1977 werd een gebiedsdeel van de op dat moment opgeheven gemeente Sint-Maria-Oudenhove afgestaan aan het arrondissement Oudenaarde.

## Structuur
| Aalst            | Aalst            | Supranationaal         | Nationaal                         | Nationaal                 | Gemeenschap               | Gewest                    | Provincie                 | Arrondissement   | Provinciedistrict    | Kanton          | Gemeente        | District         |
| ---------------- | ---------------- | ---------------------- | --------------------------------- | ------------------------- | ------------------------- | ------------------------- | ------------------------- | ---------------- | -------------------- | --------------- | --------------- | ---------------- |
| Administratief   | Niveau           | Europese Unie          | België                            | België                    | Vlaanderen                | Vlaanderen                | Oost-Vlaanderen           | Aalst            | Aalst                | Aalst           | 10              | -                |
| Administratief   | Bestuur          | Europese Commissie     | Belgische regering                | Belgische regering        | Vlaamse regering          | Vlaamse regering          | Deputatie                 | Deputatie        | Deputatie            | Deputatie       | Gemeentebestuur | Districtscollege |
| Administratief   | Raad             | Europees Parlement     | Kamer van volksvertegenwoordigers | Vlaams Parlement          | Vlaams Parlement          | Vlaams Parlement          | Provincieraad             | Provincieraad    | Provincieraad        | Provincieraad   | Gemeenteraad    | Districtsraad    |
| Kiesomschrijving | Kiesomschrijving | Nederlands Kiescollege | Kieskring Oost-Vlaanderen         | Kieskring Oost-Vlaanderen | Kieskring Oost-Vlaanderen | Kieskring Oost-Vlaanderen | Kieskring Oost-Vlaanderen | Aalst-Oudenaarde | Aalst Geraardsbergen | 5               | 10              | -                |
| Verkiezing       | Verkiezing       | Europese               | Federale                          | Federale                  | Vlaamse                   | Vlaamse                   | Provincieraads-           | Provincieraads-  | Provincieraads-      | Provincieraads- | Gemeenteraads-  | Districtsraads-  |

Gemeenten:
- Aalst (stad)
- Denderleeuw
- Erpe-Mere
- Geraardsbergen (stad)
- Haaltert
- Herzele
- Lede
- Ninove (stad)
- Sint-Lievens-Houtem
- Zottegem (stad)

Deelgemeenten:
| - Aaigem - Aalst - Appelterre-Eichem - Aspelare - Baardegem - Bambrugge - Bavegem - Borsbeke - Burst - Denderhoutem - Denderleeuw - Denderwindeke - Elene - Erembodegem - Erondegem - Erpe - Erwetegem - Geraardsbergen - Gijzegem - Godveerdegem - Goeferdinge - Grimminge - Grotenberge - Haaltert - Heldergem - Herdersem - Herzele |

| - Hillegem - Hofstade - Iddergem - Idegem - Impe - Kerksken - Lede - Leeuwergem - Letterhoutem - Lieferinge - Meerbeke - Meldert - Mere - Moerbeke - Moorsel - Nederboelare - Nederhasselt - Neigem - Nieuwenhove - Nieuwerkerken - Ninove - Okegem - Onkerzele - Oombergen - Oordegem - Ophasselt - Ottergem |

| - Outer - Overboelare - Pollare - Ressegem - Schendelbeke - Sint-Antelinks - Sint-Goriks-Oudenhove - Sint-Lievens-Esse - Sint-Lievens-Houtem - Sint-Maria-Oudenhove - Smeerebbe-Vloerzegem - Smetlede - Steenhuize-Wijnhuize - Strijpen - Velzeke-Ruddershove - Viane - Vlekkem - Vlierzele - Voorde - Waarbeke - Wanzele - Welle - Woubrechtegem - Zandbergen - Zarlardinge - Zonnegem - Zottegem |

## Demografie

### Demografische evolutie
- Bron:NIS - Opm:1831 t/m 1980=volkstellingen; vanaf 1990= inwoneraantal per 1 januari

| Inwoners van jaar tot jaar op 1 januari 1992 tot heden | Inwoners van jaar tot jaar op 1 januari 1992 tot heden | Inwoners van jaar tot jaar op 1 januari 1992 tot heden |
| Jaar                                                   | Aantal                                                 | Evolutie: 1992=index 100                               |
| ------------------------------------------------------ | ------------------------------------------------------ | ------------------------------------------------------ |
| 1992                                                   | 259.244                                                | 100,0                                                  |
| 1993                                                   | 259.697                                                | 100,2                                                  |
| 1994                                                   | 260.198                                                | 100,4                                                  |
| 1995                                                   | 260.547                                                | 100,5                                                  |
| 1996                                                   | 260.877                                                | 100,6                                                  |
| 1997                                                   | 261.378                                                | 100,8                                                  |
| 1998                                                   | 261.792                                                | 101,0                                                  |
| 1999                                                   | 262.043                                                | 101,1                                                  |
| 2000                                                   | 262.294                                                | 101,2                                                  |
| 2001                                                   | 262.337                                                | 101,2                                                  |
| 2002                                                   | 262.193                                                | 101,1                                                  |
| 2003                                                   | 262.542                                                | 101,3                                                  |
| 2004                                                   | 262.945                                                | 101,4                                                  |
| 2005                                                   | 263.914                                                | 101,8                                                  |
| 2006                                                   | 265.665                                                | 102,5                                                  |
| 2007                                                   | 267.274                                                | 103,1                                                  |
| 2008                                                   | 269.534                                                | 104,0                                                  |
| 2009                                                   | 271.466                                                | 104,7                                                  |
| 2010                                                   | 273.544                                                | 105,5                                                  |
| 2011                                                   | 276.550                                                | 106,7                                                  |
| 2012                                                   | 278.667                                                | 107,5                                                  |
| 2013                                                   | 280.424                                                | 108,2                                                  |
| 2014                                                   | 282.080                                                | 108,8                                                  |
| 2015                                                   | 283.609                                                | 109,4                                                  |
| 2016                                                   | 285.041                                                | 110,0                                                  |
| 2017                                                   | 286.741                                                | 110,6                                                  |
| 2018                                                   | 289.175                                                | 111,5                                                  |
| 2019                                                   | 291.229                                                | 112,3                                                  |
| 2020                                                   | 293.650                                                | 113,3                                                  |
| 2021                                                   | 296.014                                                | 114,2                                                  |
| 2022                                                   | 298.564                                                | 115,2                                                  |
| 2023                                                   | 302.192                                                | 116,6                                                  |
| 2024                                                   | 304.838                                                | 117,6                                                  |
| 2025                                                   | 307.426                                                | 118,6                                                  |

## Economie

### Sociaal overleg
Op arrondissementsniveau zijn er twee overlegorganen tussen werkgevers- en werknemersorganisaties: de Sociaal-Economische Raad van de Regio (SERR) en het Regionaal Economisch Sociaal Overlegcomité (RESOC). De SERR Zuid-Oost-Vlaanderen is bipartiet samengesteld en de RESOC Zuid-Oost-Vlaanderen tripartiet, dit wil zeggen dat er ook vertegenwoordigers van de gemeenten en provincies aan deelnemen. Het bevoegdheidsgebied van de RESOC Zuid-Oost-Vlaanderen en de SERR Zuid-Oost-Vlaanderen komt overeen met de oppervlakte van het arrondissement. Beide overlegorganen komen op regelmatige basis samen.
RESOC Zuid-Oost-Vlaanderen heeft onder meer de bevoegdheid om het streekpact op te stellen, dit is een strategische visie op de sociaaleconomische ontwikkeling van de streek met een duur van zes jaar. Daarnaast kunnen steden, gemeenten en de Vlaamse Regering het orgaan om advies vragen over sociaaleconomische kwesties. De twee voornaamste beleidsterreinen van het RESOC zijn economie en werkgelegenheid. RESOC Zuid-Oost-Vlaanderen is samengesteld uit 8 vertegenwoordigers van de lokale werknemersorganisaties (ABVV, ACV en ACLVB), 8 vertegenwoordigers van de werkgeversorganisaties (Voka, UniZO, Boerenbond en Verso) en ten slotte 4 vertegenwoordigers van de gemeenten en 4 voor de provincie. Daarnaast kan RESOC Zuid-Oost-Vlaanderen autonoom beslissen om bijkomende organisaties of personen uit te nodigen. Voorzitter van RESOC Zuid-Oost-Vlaanderen is Ilse Uyttersprot.
SERR Zuid-Oost-Vlaanderen heeft als belangrijkste taak de verschillende overheden te adviseren over hun werkgelegenheidsinitiatieven voor de eigen streek. Daarnaast houdt de raad in de gaten hoe de werkgelegenheid zich ontwikkelt in de regio, met specifieke aandacht voor kansarme groepen.
Beide overlegorganen worden overkoepeld door het Erkend Regionaal Samenwerkingsverband (ERSV), een juridische hulpstructuur op provinciaal niveau, die verantwoordelijk is voor het personeels- en financiële beheer van de verschillende SERR's en RESOC's binnen de provincie Oost-Vlaanderen.
Aalst · Aarlen · Aat · Antwerpen · Bastenaken · Bergen · Borgworm · Brugge · Brussel-Hoofdstad · Charleroi · Dendermonde · Diksmuide · Dinant · Doornik-Moeskroen · Eeklo · Gent · Halle-Vilvoorde · Hasselt · Hoei · Ieper · Kortrijk · La Louvière · Leuven · Luik · Maaseik · Marche-en-Famenne · Mechelen · Namen · Neufchâteau · Nijvel · Oostende · Oudenaarde · Philippeville · Roeselare · Sint-Niklaas · Thuin · Tielt · Tongeren · Turnhout · Verviers · Veurne · Virton · Zinnik